# Эрнандес, Энрико
Энрико Эрнандес (исп. Enrico Hernández; 23 февраля 2001, Алмере) — нидерландский и сальвадорский футболист, нападающий клуба «Картахена» и сборной Сальвадора.

## Биография
Родился в нидерландском городе Алмере в интернациональной семье. Его мать была финкой, а отец выходцем из Сальвадора. Дед по отцовской линии происходил из Кюрасао.

### Клубная карьера
В юношеские годы сменил несколько футбольных школ, включая академии «Алмере Сити» и «Аякса». В 2018 году присоединился к молодёжной команде «Витесса». За основной состав команды дебютировал в чемпионате Нидерландов 6 февраля 2021 года в матче с «Херенвена», в котором вышел на замену на 73-й минуте. Также сыграл 16 мая в матче заключительного тура против «Аякса». Летом 2021 года Эрнандес ушёл в аренду в клуб первого дивизиона «Эйндховен».
В июле 2022 года перешёл в испанский клуб «Картахена».

### Карьера в сборной
Учитывая своё смешанное происхождение, Эрнандес мог выбирать между сборными разных стран. В 2017 году он принял участие в двух товарищеских матчах сборной Нидерландов до 16 лет.
В марте 2021 года в составе олимпийской сборной Сальвадора сыграл в трёх матчах отборочного турнира Олимпийских игр 2020. Вскоре появилась информация об интересе к игроку со стороны сборной Финляндии, однако Эрнандес отклонил это предложение. 2 сентября того же года он дебютировал за основную сборную Сальвадора в матче отборочного турнира чемпионата мира 2022 против сборной США.